# Australian National Antarctic Research Expeditions

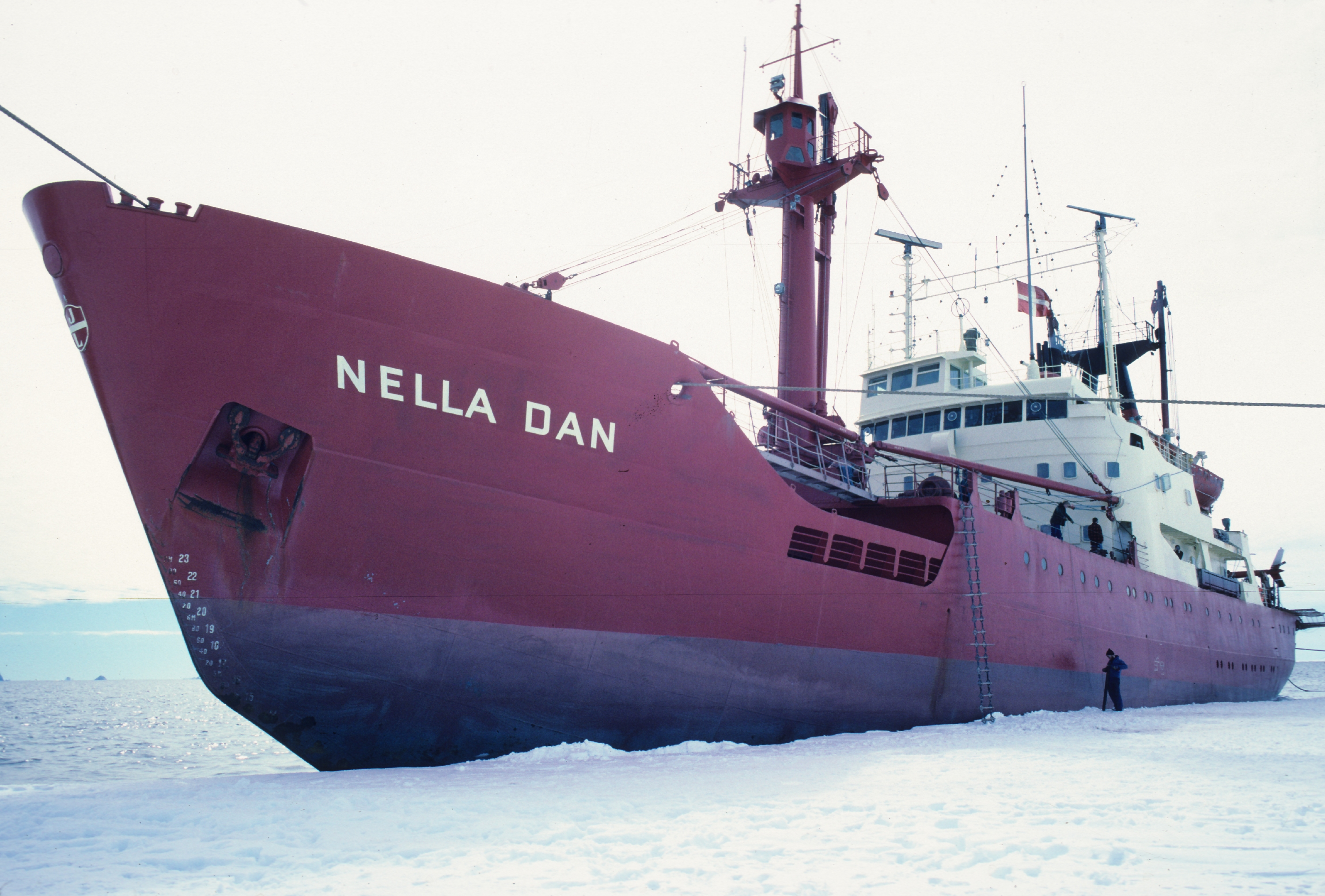
Le MV Nella Dan, navire océanographique des expéditions ANARE, en service de 1962 à 1987.

Les Australian National Antarctic Research Expeditions (ANARE) sont un programme australien d'exploration de l'Antarctique administré par le département australien de l'Antarctique. Elles ont été dirigées par Phillip Law entre 1949 et 1966.